# Paimpol
Paimpol este o comună în departamentul  Côtes-d'Armor, Franța. În 1 ianuarie 2022 avea o populație de 7.266 de locuitori.

## Personalități
- Yves de Montcheuil (1900-1944), teolog și filosof, profesor la Institut Catholique de Paris